# Isfjord radio

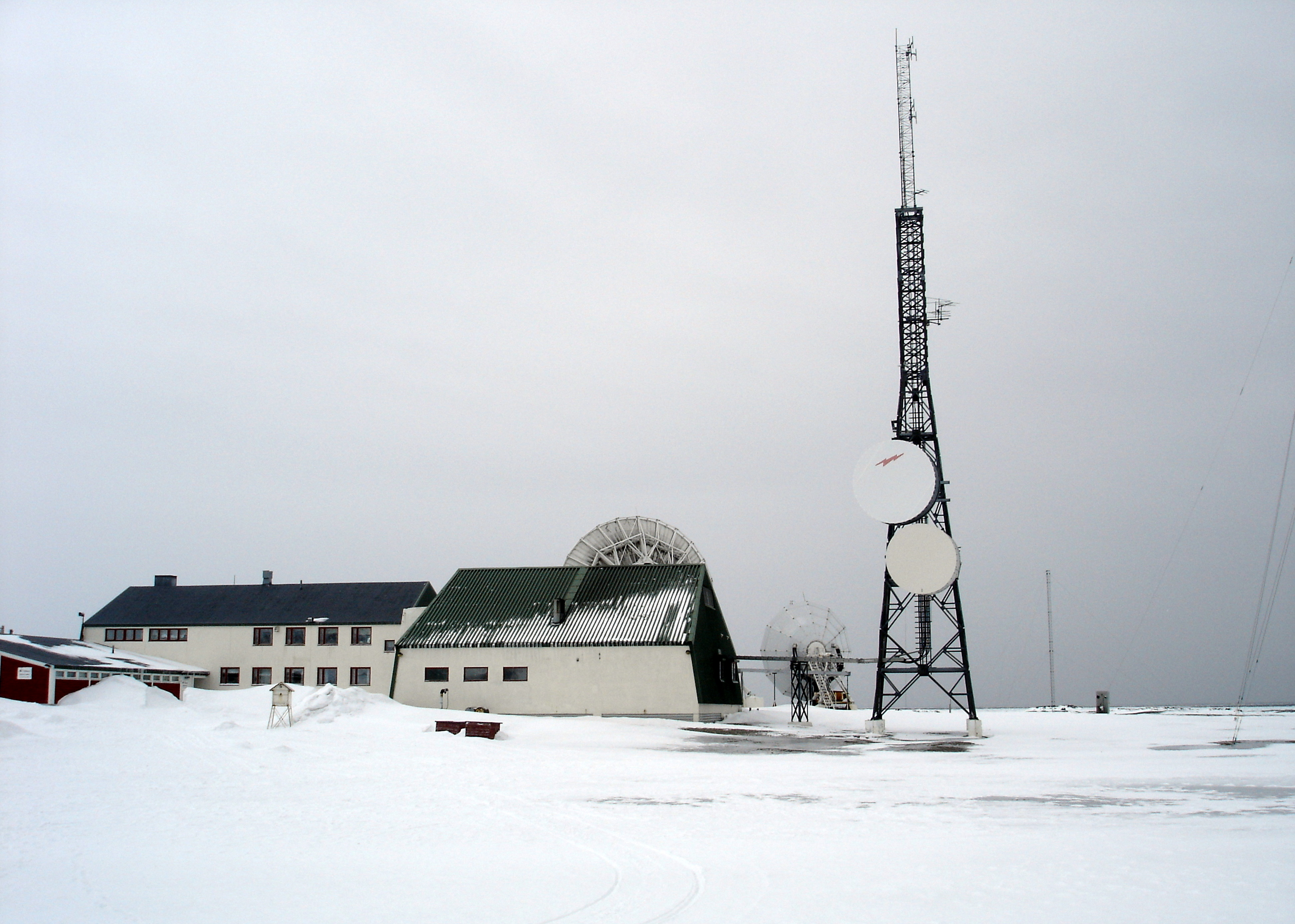
La stazione Isfjord Radio

Isfjord radio è una stazione radiofonica situata sull'isola di Spitsbergen, facente parte dell'arcipelago delle Svalbard, sull'estremità dell'Isfjorden, il fiordo da cui prende il nome. La stazione fu creata nel 1933 e fino al 1999 è abitata da 8 persone. Oltre che inviare a tutto l'arcipelago segnali radiofonici, Isfjord radio è una stazione meteorologica.
Quando nel 1976 fu costruito l'aeroporto di Longyearbyen, Isfjord radio divenne importante: infatti, provvedeva a trasmettere segnali radiofonici all'aeroporto.